# Oblast Vladimir
De oblast Vladimir (Russisch: Владимирская область, Vladimirskaja oblast) is een oblast (bestuurlijke eenheid) van Rusland. De oblast ligt ten noordoosten van Moskou en heeft als bestuurlijk centrum de gelijknamige stad Vladimir.
De oblast ligt zeer gunstig langs de spoor- en autowegen vanuit Moskou naar het oosten (richting Nizjni Novgorod). De grootste rivieren zijn de Oka en de Kljazma.
Het grootvorstendom Vladimir ontstond in 1157, toen de vorst Andrej Bogoljoebski zijn zetel vanuit Kiev hiernaartoe verplaatste. De Mongolen-invasie van 1238 had zware verwoestingen in de regio achtergelaten. In 1362 kwam het gebied onder Moskou's gezag. De katoen-teelt kwam tot stand in de 19e eeuw. Tijdens de Russische Burgeroorlog en de Tweede Wereldoorlog bleef de regio grotendeels buiten schot, wat als gevolg had dat vele industrieën zich hier vestigden.
De belangrijkste industrieën zijn de zware industrie, metaalbewerking, glas- en voedselindustrie.
De steden Aleksandrov, Vladimir, Gorochovets, Goes-Chroestalny en Soezdal in deze oblast zijn alle toeristische bestemmingen uit de Gouden Ring van Rusland.

## Demografie
| 1926      | 1939      | 1959      | 1970      | 1979      | 1989      | 2002      |
| --------- | --------- | --------- | --------- | --------- | --------- | --------- |
| 1.211.000 | 1.344.000 | 1.405.000 | 1.511.000 | 1.580.000 | 1.654.000 | 1.524.000 |